# 학문의 진보

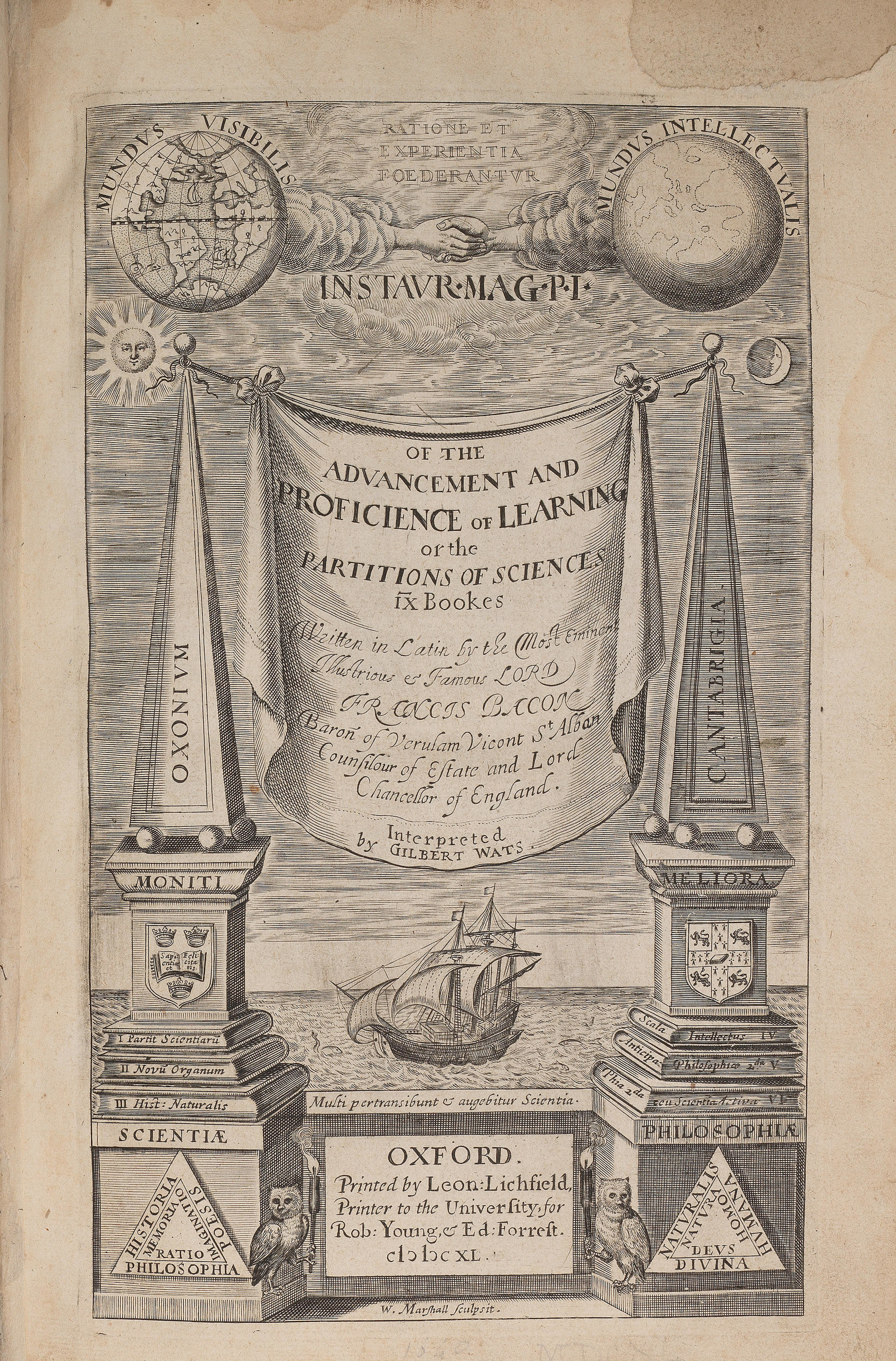

⟪학문의 진보⟫(Of the Proficience and Advancement of Learning, Divine and Human)는 '영어로 쓰여진 최초의 철학서'라 일컬어지는, 베이컨이 1605년에 출판한 저서이다. 제임스 1세에게 바치는 형식을 취하였고 학식이 높은 국왕 아래에서 행복한 치세가 가능하다는 것을 강조하였다. 베이컨은 신의 존재를 부인하지 않았고 숙달된 지식인 학문은 신의 성질과 섭리 속에 인간에게 계시된다고 하였다. 때문에 그는 자연의 최고 법칙, 즉 신(神)이 하는 업(業)에 대해서는 인간의 탐구가 거기까지 도달할 수 있는가 여부는 알 수가 없으나 모든 변화를 통하여 틀림없이 인식되는 '자연의 법칙'을 찾아낼 것을 염원했다.
전 2권으로 제1권에서는 학문과 지식의 훌륭함과 그것을 증진시키고 보급하는 공적이 기술되어 있고, 제2권에서는 학문의 진보를 위하여 고찰되고 시도되는 각 행위와 사업에는 어떠한 것이 있는가, 또 그 각 행위 가운데서 가려낼 수 있는 결함이나 불비점에는 어떠한 것이 있는가에 대해 말하고 있다. 그러기 위하여 그는 제1권에서 신학자·정치가 또는 학자 자신이 학문의 진보를 방해하고 있는 불건강한 상태를 먼저 지적하였다. 그리고 제2권에서는 학문을 부문별(역사·시·철학·신의 계시에 의한 학문)로 정리하여 발전과 결함을 밝혀내고, 인간의 재산목록으로서 인간이 현재 소유하고 있는(자연 또는 기술의 작품·성과) 모든 발견을 말하고 그것으로부터 어떤 것이 아직도 불가능하다고 생각되는가, 혹은 발견해 내지 못하고 있는가가 명백해진다고 말하였다. 그리고 직접 현재에 도움이 되는 실험을 중하게 여길 뿐만 아니라, 다른 실험의 발견에 가장 보편적으로 중요한 실험과 원인의 발견에 가장 많은 도움을 주는 실험을 다른 무엇보다도 중시하라고 하였다.